# Tučapská skalka
Tučapská skalka je přírodní památka poblíž obce Dub nad Moravou v okrese Olomouc. Oblast spravuje Agentura ochrany přírody a krajiny ČR. Předmětem ochrany je fragment xerotermního společenstva obklopeného poli. Nacházejí se zde významné druhy teplomilné flóry a fauny.

## Historie
V roce 2003 Referát životního prostředí v Olomouci zvažoval zrušení přírodní památky pro malý výskyt vzácných druhů. Řada chráněných druhů však byla doložena, a chráněné území proto zrušeno nebylo.

## Geologie
Oblast Tučapské skalky vznikla vyzdvižením podložních hornin podél jednoho zlomu zlomového pásma Hané. Méně odolné horniny byly oderodovány, zatímco pevnější horniny (v tomto případě granodiority) vytvořily v krajině tzv. suky. Samotný útvar Tučapské skalky byl později dotvořen činností člověka, konkrétně těžbou sprašových hlín a biotického granodioritu. Po ukončení těžby byl charakter lokality příznivý pro kolonizaci teplomilnou flórou a faunou.
Při okraji přírodní památky se nachází sirný pramen.

## Flóra
Roste zde okolo 120 druhů vyšších rostlin, například hvězdnice chlumní (Aster amellus) či rozrazil klasnatý (Veronica spicata). Nejsevernější lokalitu svého rozšíření zde měla záhořanka žlutá, ta je však v posledních letech nezvěstná. Pro udržení stepního charakteru lokality je potřeba jedenkrát až dvakrát ročně provést seč.

## Fauna
Vyskytují se zde teplomilné druhy hmyzu, například samotářské včely pískorypka běloskvrnná (Andrena agilissima) a maltářka zední (Chalicodoma parietina). Z motýlů se zde pravidelně vyskytují například lišaj pryšcový (Hyles euphorbiae) či batolec červený (Apatura ilia). Stálým obyvatelem Tučapské skalky je také čmelák zemní (Bombus terrestris).

## Galerie

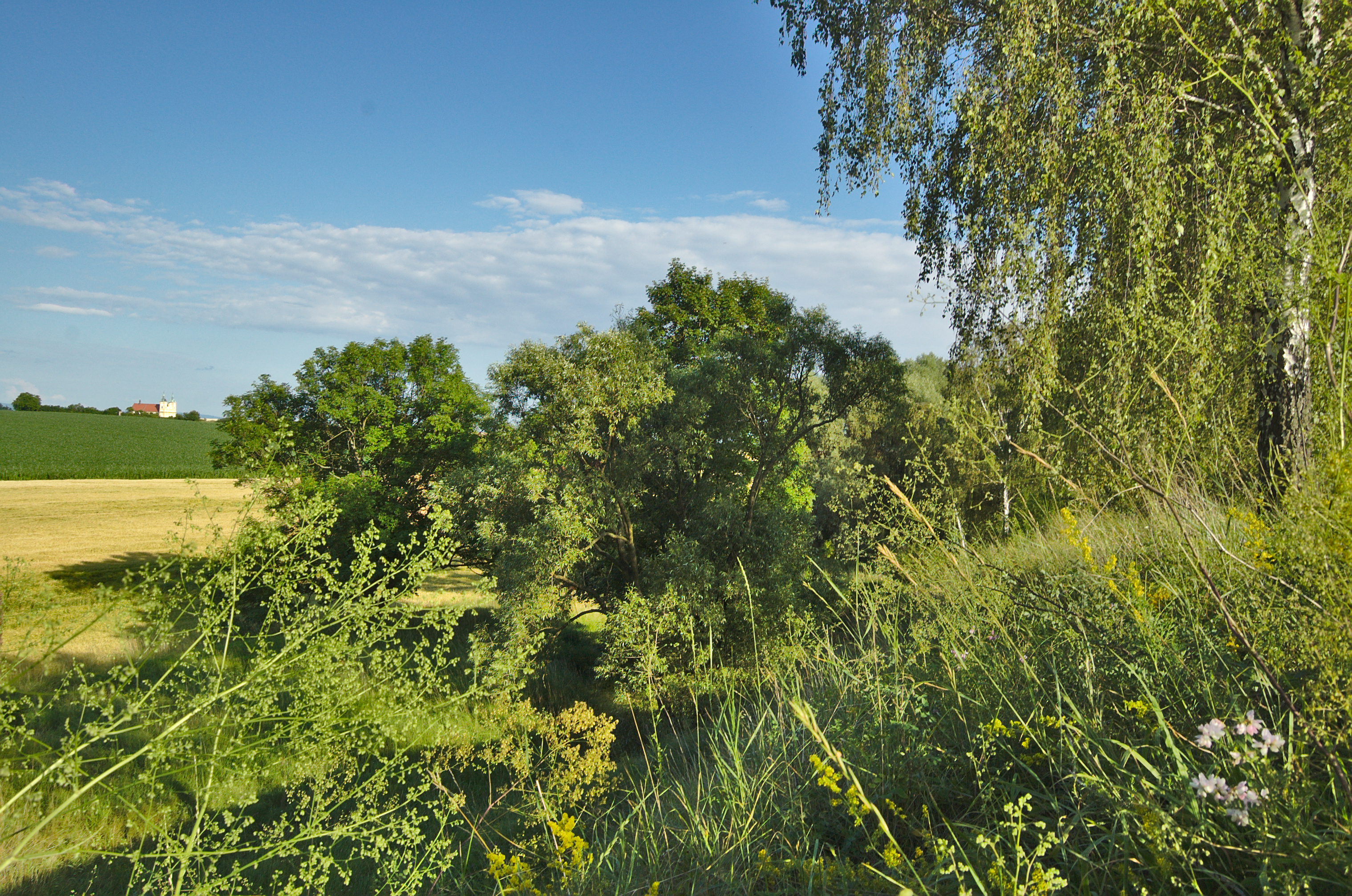
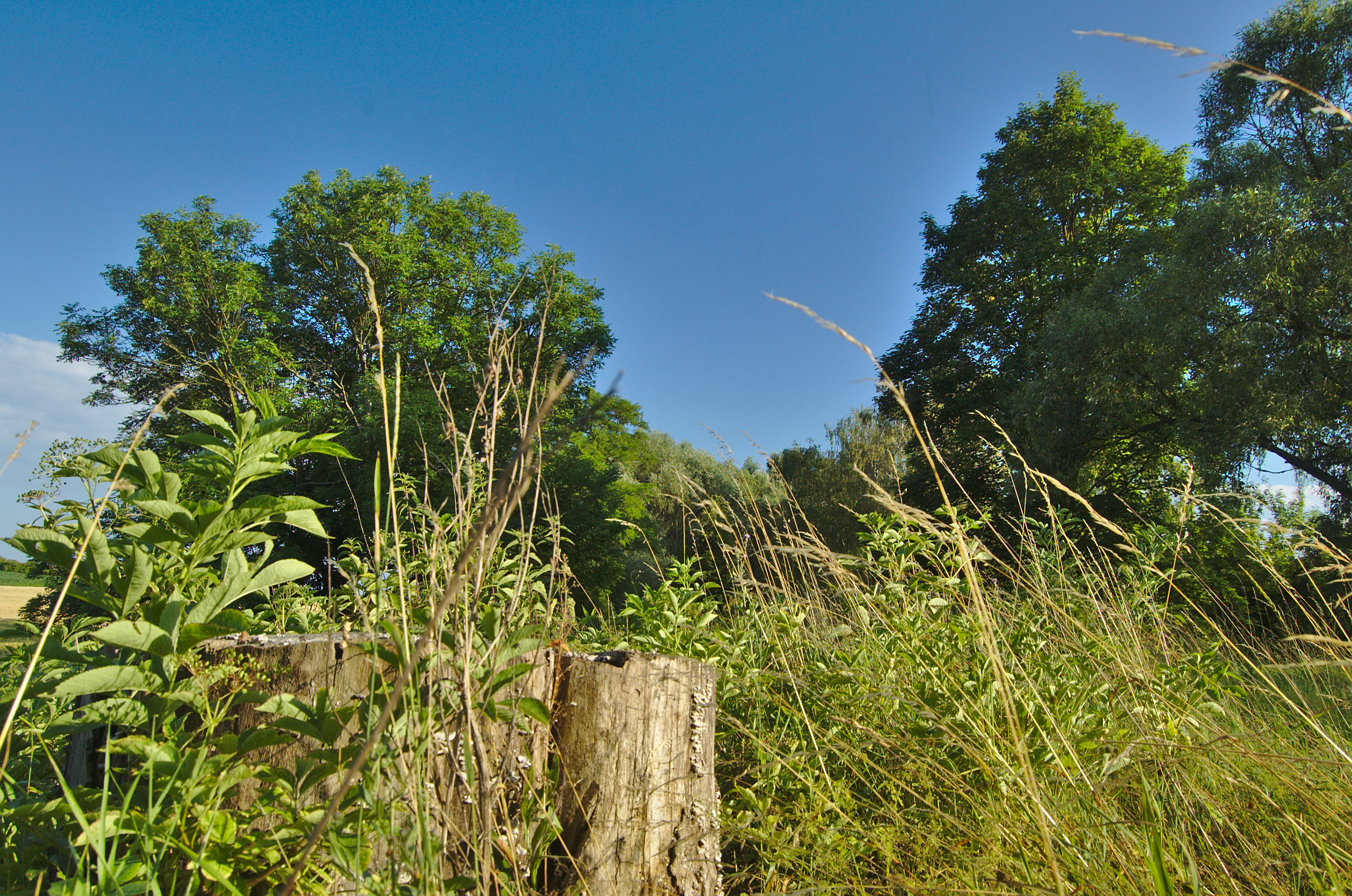
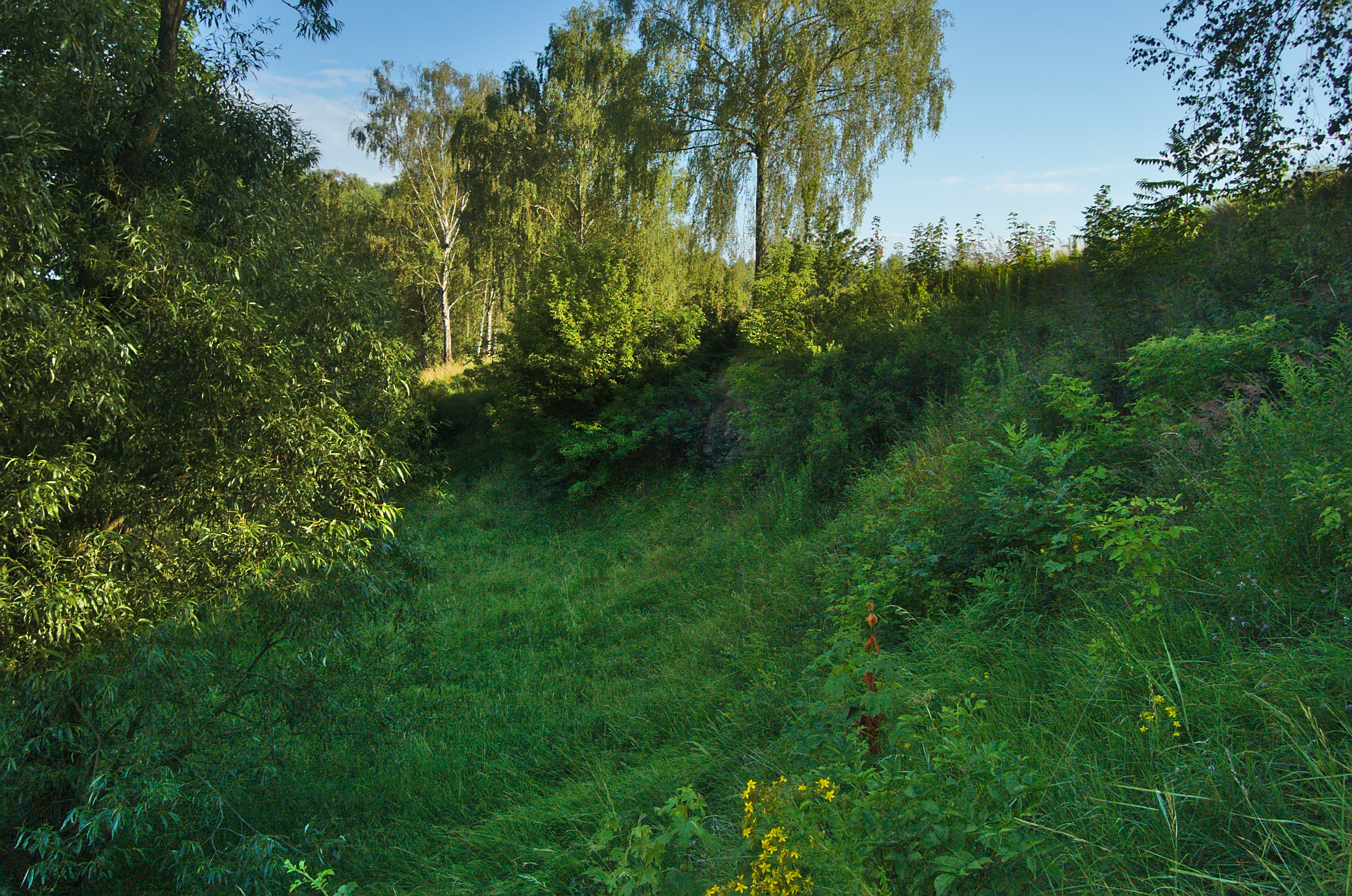